# Кравчик, Артём Эммануилович
Артём Эммануилович Кравчик (8 марта 1930, Харьков — 1 марта 2006, Тель-Авив) — советский и российский учёный-электромеханик, специалист по расчёту и проектированию асинхронных двигателей, доктор технических наук. Заслуженный конструктор Российской Федерации.

## Биография

### Семья и детские годы
Родился 8 марта 1930 года в Харькове, в семье заместителя начальника технического отдела машиностроения Харьковского электротехнического завода, инженера-электрика Эммануила Давидовича Кравчика (1905—1975), уроженца села Журавичи, и прядильщицы (позже председателя фабзавкома) чулочно-суконной фабрики имени Кутузова Иды Александровны Зунделевич (1902—1980), родом из Буцлава. Его отец был репрессирован по обвинению в троцкизме в 1928 и 1936 годах, находился в заключении в Воркуте до апреля 1941 года. Вскоре после ареста мужа летом 1936 года мать А. Э. Кравчика также была арестована по тому же обвинению, работала на лесоповале в лагере под Комсомольском-на-Амуре, затем медсестрой в лагерной больнице, а в 1939 году была этапирована в Магадан и далее в женский лагерь «Эльген». Оставшись из-за этих событий в шестилетнем возрасте без родителей, А. Э. Кравчик  был взят на попечение младшей сестрой матери — Дорой Александровной Зунделевич (1905—1978).
В начале Великой Отечественной войны вместе с тётей эвакуировался из Харькова в Кушву, где был разыскан отцом, находившимся в Нижней Баранче после освобождения из лагеря. После окончания войны остался жить с отцом
в Нижней Баранче (ныне пос. Баранчинский). Со временем отец стал  главным конструктором Барачинского электромеханического завода имени М. И. Калинина,  автором научных трудов в области электротехники и изобретений. На этом заводе в 1944 году в возрасте 14 лет началась трудовая деятельность А. Э. Кравчика.
Мать была освобождена из заключения в 1946 году и также поселилась в Баранче, где  в 1947 году родилась дочь Эстер. В  1949 году она была арестована повторно и до 1954 года   находилась с дочкой в ссылке в  г.Енисейске Красноярского края.

### Трудовая и научная деятельность
В 1954 году окончил Свердловский горный институт (ныне Уральский государственный горный университет) по специальности «горный инженер-электромеханик». Работал в качестве электромеханика, главного энергетика, заместителя главного инженера шахты № 50 «Подозерная» предприятия «Копейскуголь». С 1957 года старший инженер и далее заместитель главного конструктора Баранчинского электромеханического завода. В 1965 году защитил диссертацию кандидата технических наук.
С 1966 года работал во владимирском филиале Всесоюзного научно-исследовательского института электромеханики (сейчас — НИПТИЭМ) в качестве начальника расчётно-теоретического сектора (1966—1968), главного конструктора института (1968—1998). Заместитель главного конструктора единых всесоюзных серий электродвигателей с высотой оси вращения 160—250 мм. Разработчик широко применяемых серий асинхронных двигателей с улучшенными энергетическими и массогабаритными показателями: 4А (1973), 4АМ (1982), АИ (1987).
В 1988 году защитил диссертацию доктора технических наук по теме «Вопросы создания серий асинхронных двигателей общепромышленного назначения: исследования, разработка и внедрение».
А. Э. Кравчик — пионер создания российских энергоэффективных электродвигателей. Задолго до появления европейских норм по энергоэффективности трёхфазных асинхронных двигателей (IEC 60034-30), он обосновал необходимость производства таких электрических машин и заложил ряд теоретических и практических принципов их проектирования и изготовления. А. Э. Кравчик был одним из основных разработчиков российского стандарта на энергосберегающие асинхронные двигатели — «ГОСТ Р 51677-2000. Машины электрические асинхронные мощностью от 1 до 400 кВт включительно. Двигатели. Показатели энергоэффективности». Под его руководством на Владимирском электромоторном заводе (ВЭМЗ)была создана и освоена серия асинхронных двигателей 5А, отвечающая стандартам МЭК (IEC). Более того, часть электрических машин этой серии имели высокую энергоэффективность, что значительно опережало время. Продолжением идей А. Э. Кравчика стала первая российская энергоэффективная серия асинхронных электродвигателей 7AVE, изготавливаемая в последующие годы концерном Русэлпром.
После объединения НТЦ ВЭМЗ и НИПТИЭМ в 1998 году А. Э. Кравчик стал научным руководителем инженерного центра. С 2005 года — научный руководитель НИПТИЭМ.

## Награды и звания
Заслуженный конструктор Российской Федерации.
Награждён орденом «Знак Почета», и четырьмя медалями.

## Труды
- Бойко Е. П., Гаинцев Ю. В. Асинхронные двигатели общего назначения/ под ред. В. М. Петрова, А. Э. Кравчика. М.: Энергия, 1980. — 487 с.: ил.
- Асинхронные двигатели серии 4А: Справочник / А. Э. Кравчик, М. М. Шлаф, В. И. Афонин, Е. А. Соболенская. — М.: Энергоиздат, 1982. — 504 с., ил.
- Кравчик А. Э. (с соавторами). Выбор и применение асинхронных двигателей /А. Э. Кравчик, Э. К. Стрельбицкий, М. М. Шлаф. — М.: Энергоатомиздат, 1987 — 96 с.; ил.